# REMEDIAR + Redes
REMEDIAR  Es un programa dependiente del Ministerio de Salud de la República Argentina que tiene como objetivo el fortalecimiento de la estrategia de Atención Primaria de Salud. Fue creado en 2002, funciona de forma continua desde hace 22 años. 

## Objetivo
1. Provisión de medicamentos esenciales a través del envío de botiquines con medicamentos esenciales y otros insumos del MSAL, a más de 6.600 Centros de Atención Primaria de la Salud.

## Historia
Comenzó a funcionar en el año 2002 como una respuesta sanitaria ante la profunda crisis que sufrió el país en el año 2001. Fue impulsado por el entonces ministro de Salud de la Nación, Ginés González García, ante la delicada y preocupante situación, en particular entre los niños y las embarazadas. El objetivo era garantizar gratuitamente casi el 90% de los medicamentos para las enfermedades más frecuentes de quienes acceden a la salud pública en el Primer Nivel de Atención.
Desde el año 2002, ininterrumpidamente,el Programa Nacional Remediar brinda acceso a medicamentos esenciales a toda la población sin cobertura de Argentina. 